# Mittenothamnium macroblepharum
Mittenothamnium macroblepharum är en bladmossart som beskrevs av Jules Cardot 1913. Mittenothamnium macroblepharum ingår i släktet Mittenothamnium och familjen Hypnaceae. Inga underarter finns listade i Catalogue of Life.